# Giambattista Canneti
Giambattista Canneti, meglio noto con il nome religioso di Pietro Canneti (Cremona, 21 novembre 1659 – Faenza, 1º ottobre 1730), è stato un oratore, poeta e religioso italiano.

## Biografia
Fu abate del monastero camaldolese di Classe a Ravenna e generale di quell'ordine. Umanista di vasta erudizione in rapporti di studio e di amicizia con Ludovico Antonio Muratori, Apostolo Zeno e Antonio Magliabechi, viene considerato il "fondatore" della Biblioteca Classense, di cui si occupò dal 1704 al 1714 ampliandone notevolmente la consistenza e arricchendola di codici e incunaboli preziosissimi. Tra le sue fatiche erudite la raccolta delle lettere di Ambrogio Traversari, e dei materiali per il loro commento, opera che uscì solo postuma.

## Opere principali
- Miscellanea poetica degli Accademici Concordi di Ravenna (Bologna 1687) (contenente suoi epigrammi latini e preceduta da una sua introduzione)
- La perfezione del benefizio nella giustizia del benefattore, e nella gratitudine del beneficato, Perugia, Costantini, 1696
- Dissertazione apologetica di d. Pietro Canneti abate della congregazione Camaldolese intorno al poema de' Quattro regni, detto altramente il Quadriregio, e al vero autore di esso monsignore Federico Frezzi, Foligno, Pompeo Campana, 1723